# Tramwaje w Valenciennes

Mapa sieci w Valenciennes

Tramwaje w Valenciennes – sieć tramwajowa w mieście Valenciennes w departamencie Nord we Francji. Sieć działa od 3 lipca 2006 i składa się z jednej linii działającej i drugiej projektowanej. Pod względem historycznym jest to druga sieć w mieście, poprzednia działała w lartach 1881 - 1966.

## Historia
Tramwaje pojawiły się w Valenciennes za sprawą powstałej w 1880 r. spółki Société des Tramways de Valenciennes à Anzin et extensions. Do 1913 była to trakcja parowa, później elektryczna a całkowita jej długość wynosiła 52 km.

## Obecna sieć
Pomysł wprowadzenia tramwajów do Valenciennes powstał na początku lat 90. i był odpowiedzią na coraz mniejszą wydolnością transportu miejskiego i jego coraz niższym poziomem w porównaniu z innymi ośrodkami. Wstępne rozpoznanie przeprowadzono w roku 1992 a dwa lata później rozpoczęto projekt wprowadzenia tramwaju do miasta, rozpatrzony następnie przez władze państwowe. Całość projektu rozłożono na cztery etapy: pierwszy o długości 9,5 km, drugi - 8,5 km, trzeci, dwunastokilometrowy wreszcie czwarty, czterokilometrowy.

### Linia A
Pierwszą linię, nazwaną A, otwarto 16 lipca 2006. Miała ona długość 9,5 km i połączyła Dutemple i Uniwersytet
, przebiegając przez centrum miasta. Rok później otwarto odcinek o długości 8,8 km łączący Valenciennes i Denain. Linia przewoziła w r. 2008 29 tys. pasażerów dziennie.